# Argentina adulterina
Argentina adulterina är en rosväxtart som beskrevs av Soják. Argentina adulterina ingår i släktet gåsörter, och familjen rosväxter. Inga underarter finns listade i Catalogue of Life.